# Interkozmosz–10
Az Interkozmosz–10 (oroszul: Интеркосмос–10 [Intyerkoszmosz–10]), rövidítve IK–10 szovjet ionoszféra- és magnetoszféra-kutató műhold, melyet a szocialista országok közös űrkutatási programja, az Interkozmosz keretében indítottak.

## Küldetés
A dnyipropetrovszki Juzsnoje tervezőirodában kifejlesztett és a Juzsmas vállalat által készített DSZ–U2–IK típusú műhold, annak harmadik indított példánya.

## Jellemzői
1973. október 30-án a Pleszeck űrrepülőtérről egy Koszmosz–3M (11K65M) hordozórakétával indították alacsony Föld körüli pályára. A műhold pályája 102,1 perces periódusú, 74,03 fokos hajlásszögű, az elliptikus pálya perigeuma 260 km, apogeuma 1454 km volt. Tömege 550 kg. Energiaellátását akkumulátorok és napelemek összehangolt egysége biztosította. Feladata, felépítése, tudományos programja megegyezett az Interkozmosz–3, Interkozmosz–5 és Interkozmosz–9  műholdakéval. Aktív szolgálati idejét 1977.  július 1-jén, 1339 nap után fejezte be, a Föld légkörébe érve elégett.

## Külső hivatkozások
- A DSZ–2U–IK típusú műhold az Encyclopedia Astronautica oldalán
- Interkozmosz–10. lib.cas.cz. (Hozzáférés: 2012. december 15.)
- Az Interkozmosz–10 az Orosz Tudományos Akadémia (RAN) Űrkutatási Tanácsa Naprendszer szekciójának honlapján (oroszul)
- Interkozmosz–10. skyrocket.de. (Hozzáférés: 2012. december 15.)

| Elődje: Interkozmosz–9 | Interkozmosz sorozat 1969–1994 | Utódja: Interkozmosz–11 |